# Saint-Saud-Lacoussière
Saint-Saud-Lacoussière är en kommun i departementet Dordogne i regionen Nouvelle-Aquitaine i sydvästra Frankrike. Kommunen ligger i kantonen Saint-Pardoux-la-Rivière som tillhör arrondissementet Nontron. År 2022 hade Saint-Saud-Lacoussière 823 invånare.

## Befolkningsutveckling
Antalet invånare i kommunen Saint-Saud-Lacoussière
Referens:INSEE